# R. J. Wagner
Robert Jeffrey „R. J.“ Wagner (* in Long Beach, Los Angeles County, Kalifornien) ist ein US-amerikanischer Schauspieler.

## Leben
Wagner wurde im kalifornischen Long Beach als jüngstes von sechs Kindern als Sohn von Richard E. Wagner und Barbara J. Wagner geboren. Er schloss die Colorado Heights University in Denver, Colorado mit dem Bachelor of Fine Arts in Music Theatre ab. Später absolvierte er Schauspielkurse am Harvery Lembeck Comedy Workshop, geführt von den Schauspielern Helaine Lembeck und Michael Lembeck. Er war vom 4. Juli 1997 bis zu ihrem Tod mit Lorrie Lopes-Wagner (* 26. September 1960 in Dallas; † 4. Januar 2004) verheiratet, die an den Folgen von Brustkrebs verstarb.
1983 gab Wagner in einer Nebenrolle im Film Awesome Lotus sein Filmschauspieldebüt. In den nächsten Jahren lag sein Fokus auf Theaterschauspiel. Ab Beginn der 2010er Jahre folgten mehrere Besetzungen in Kurzfilmen. 2014 erhielt er Nebenrollen in den Filmen Hans Crippleton Talk to the Hans und The Cylinder. 2021 stellte er die Rolle des General Delaney im Low-Budget-Film Ape vs. Monster, einem Mockbuster zu Godzilla vs. Kong aus demselben Jahr, dar.

## Filmografie (Auswahl)
- 1983: Awesome Lotus
- 2013: The Mission (Kurzfilm)
- 2013: Roses in December (Kurzfilm)
- 2013: The Grey Gentlemen (Kurzfilm)
- 2013: Cracks (Kurzfilm)
- 2014: Monkey (Kurzfilm)
- 2014: Hans Crippleton Talk to the Hans
- 2014: The Cylinder
- 2015: Newsroom One (Mini-Serie, Episode 1x08)
- 2015: Two Secrets (Kurzfilm)
- 2015: Sirens (Kurzfilm)
- 2015: A Revolver for the Romantic (Kurzfilm)
- 2016: Dear Eleanor
- 2016: Terror Tales
- 2016: The Case of: JonBenét Ramsey (Fernsehdokuserie, 2 Episoden)
- 2016: The Undercard (Kurzfilm)
- 2016: Turn Around (Kurzfilm)
- 2017: Earthrise (Kurzfilm)
- 2018: MerryVille, USA (Fernsehfilm)
- 2018: MENver (Fernsehfilm)
- 2019: Dogmen (Kurzfilm)
- 2019: 10/31 Part 2
- 2020: Das Dilemma mit den sozialen Medien (The Social Dilemma) (Dokumentation)
- 2020: Robot Riot (Sprechrolle)
- 2020: Small Town Remedies
- 2020: Compromised (Fernsehserie)
- 2020: American Carnage
- 2021: Ape vs. Monster
- 2021: The Cleaning Lady (Fernsehserie, Episode 1x08)

## Theater (Auswahl)
- Honor Killing
- The Music Man
- Peter and the Starcatcher
- Saturday Night Fever
- The Fantastics
- Man of La Mancha
- Rocky Horror Show
- The Great American Trailer Park Musical